# Darreh Gharīb
Darreh Gharīb (persiska: درّه غریب) är en ort i Iran.   Den ligger i provinsen Khuzestan, i den centrala delen av landet, 500 km söder om huvudstaden Teheran. Darreh Gharīb ligger 950 meter över havet och antalet invånare är 167.
Terrängen runt Darreh Gharīb är kuperad åt nordost, men åt sydväst är den bergig. Runt Darreh Gharīb är det ganska tätbefolkat, med 56 invånare per kvadratkilometer. Närmaste större samhälle är Dehdez, 9,5 km nordost om Darreh Gharīb. Omgivningarna runt Darreh Gharīb är i huvudsak ett öppet busklandskap.